# Giethoorns vlot
Het Giethoorns of Gieters vlot is een traditioneel houten boerenvaartuig uit Giethoorn en de rest van de Kop van Overijssel, dat daar samen met de bekende punter en de Gieterse bok behoort tot een familie van Gieterse scheepstypen. Als boerenvaartuig is het niet meer in gebruik. De rondvaartboten in Giethoorn zijn veelal op het vlot gebaseerd.

## Bouw en gebruik

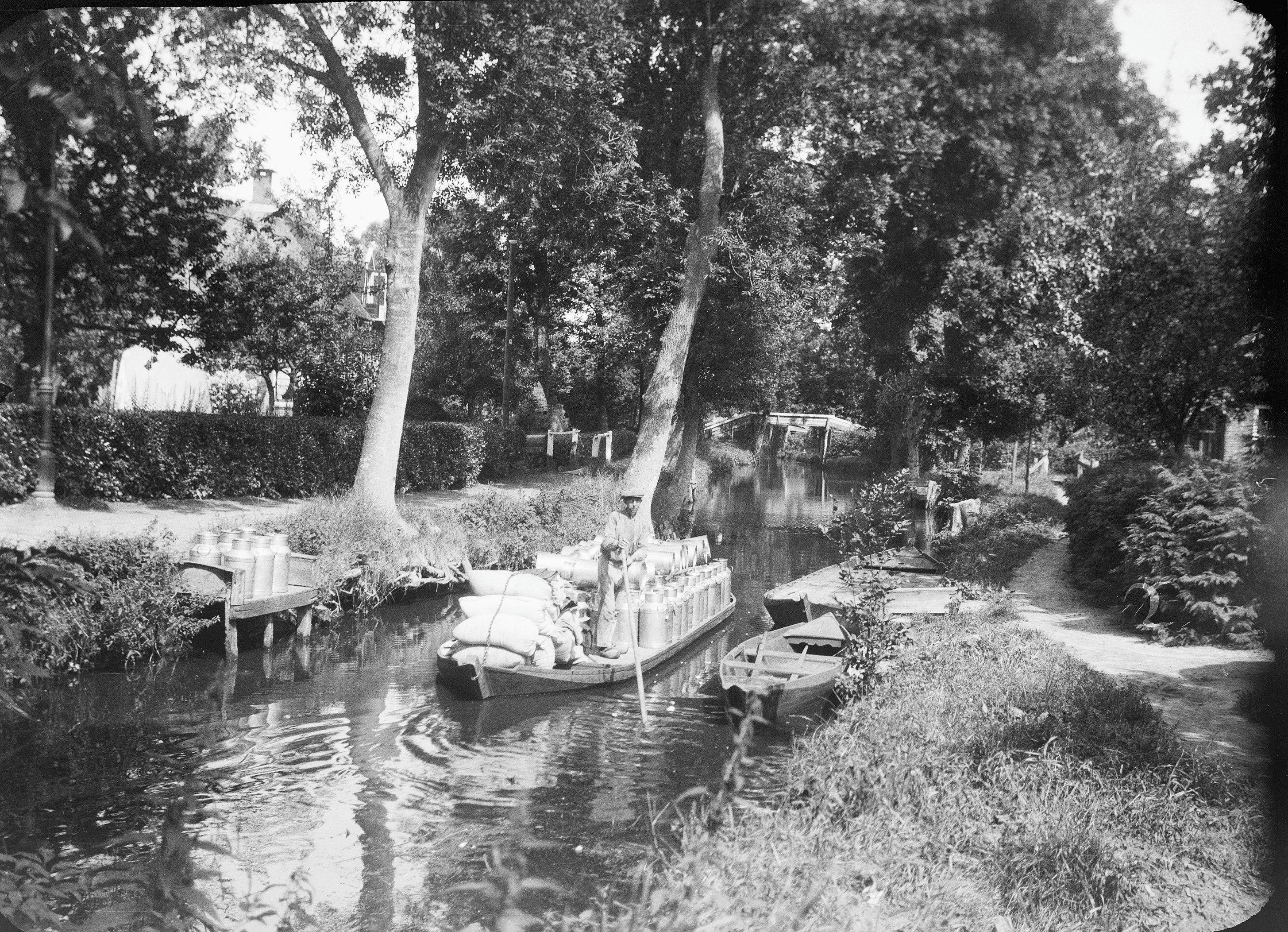
Vervoer van melkbussen door de melkvaarder per Gieters vlot in 1926 in Giethoorn

Het Giethoorns vlot werd over het algemeen van drie centimeter dik eikenhout gemaakt. Het had een breedte van ruim twee meter. Afhankelijk van het aantal spanten elf, twaalf of dertien kende het een lengte van acht tot tien meter. Zijn ongeladen diepgang was een halve meter. Het vlot werd gemaakt voor het vervoer van beesten en/of goederen. Varianten waren het melkvlot voor vervoer van melkbussen en het veervlot voor vervoer van goederen van en naar de Meppeler markt. Ook was er een variant die door aannemers werd gebruikt. De variatie zat in opstaande randen, het aantal schotten en het gebruik van een potdeksel (gangboord). Het vlot werd verplaatst door gebruik te maken van een boom (rondhout) en had dus geen roer. Vlotten werden onder anderen gebouwd door de voorvaderen van de eigenaren van de nu internationaal bekende jachtwerf Huisman in Vollenhove. Veel van de rondvaartboten in Giethoorn zijn ook gebaseerd op het Gieters vlot en zijn veelal geleverd door de Gieterse punterwerven Wildeboer en Schreur. Zij hebben ook rondvaartvlotten voor gebruik buiten Giethoorn afgeleverd zoals voor de Groningse maren, Choszozno in Polen en voor Berlare.
Gieterse bok · Gieterse punter · Gieterse roeiboot · Giethoorns vlot